# Rankin Inlet Airport
Rankin Inlet Airport är en flygplats i Kanada. Den ligger i den östra delen av landet, 2 200 km nordväst om huvudstaden Ottawa. Rankin Inlet Airport ligger 28 meter över havet. Den ligger vid sjön Nipissak Lake.
Terrängen runt Rankin Inlet Airport är platt. Havet är nära Rankin Inlet Airport åt sydost. Trakten är glest befolkad. Närmaste större samhälle är Rankin Inlet, 1,8 km öster om Rankin Inlet Airport. 